# Copperas Cove
Copperas Cove è un centro abitato degli Stati Uniti d'America, situato nelle contee di Coryell, Lampasas e Bell, dello Stato del Texas. Secondo il censimento effettuato nel 2010 abitavano nella città 32,032 persone, mentre secondo una stima del 2015 i residenti erano 33,081. L'economia della città è strettamente legata alla vicina Fort Hood; fa infatti parte della Killeen–Temple–Fort Hood metropolitan area. La città è nominata spesso "Cove".

## Storia
La città, nota inizialmente come Coperas Cove, venne creata all'inizio del 1870. Successivamente i residenti chiesero l'apertura di un ufficio postale con il nome di Cove, ma le autorità postali respinsero la richiesta perché era già presente nel Texas un ufficio postale con lo stesso nome. Venne quindi scelto il nome compreso, ovvero Coperas Cove. L'ufficio postale venne aperto nel marzo 1879, con Marsden Ogletree come postino. Quando la Gulf, Colorado and Santa Fe Railway costruì la sua pista ferroviaria attraverso la parte meridionale della contea di Coryell nel 1882, i residenti di Coperas Cove spostarono la loro comunità due miglia a nord-est, al fine di sfruttare al meglio il servizio ferroviario. Nel 1884 nella città erano presenti una sgranatrice di cotone, cinque negozi, un albergo, e 150 residenti. Nella metà degli anni 1890 la popolazione era salita a 300, ed i residenti aveva votato per creare un proprio distretto scolastico indipendente.
Anche se l'allevamento del bestiame continuò a svolgere un ruolo importante nell'economia locale, gli agricoltori della zona cominciarono a dedicare le loro risorse alla produzione di cotone, piccoli grani, e colture per mangimi; nel 1900 l'agricoltura era l'occupazione dominante.
L'ortografia del nome della comunità venne modificata nel 1901 a Copperas Cove; durante quel periodo erano presenti un teatro dell'opera, tre alberghi, e una varietà di imprese. Nel 1906 aprì una banca privata. Nel 1913 i residenti votarono il loro primo sindaco, Jouett Allin. La città a causa della Grande depressione subì un calo demografico. Quando nei primi anni del 1940 il governo degli Stati Uniti scelse la parte sud-est della contea di Coryell come sede del Camp Hood, un nuovo centro di addestramento militare, Copperas Cove riuscì a riprendersi demograficamente.

## Geografia e clima
Copperas Cove si trova nella Cross Timbers del Texas centrale, all'interno di un agglomerato di colline situate tra le valli dei fiumi Lampasas e Cowhouse Creek, noto come l'area di Five Hills. È situata nel sud della contea di Coryell, all'intersezione tra la U.S. Highway 190 e la Farm Road 116, 24 miglia a sud-ovest di Gatesville, 1 ora da Austin e circa 3 ore da Houston e Dallas. Il clima di Copperas Cove è subtropicale umido con estati calde, inverni freddi e primavere piovose. Maggio è il mese più piovoso. La città si trova all'interno del Tornado Alley. Le precipitazioni medie sono di 33 centimetri all'anno e rendono il terreno adatto per l'agricoltura senza irrigazione, anche se la regione è soggetta a siccità.
Il sottile strato di terreno vegetale della zona tende ad essere friabile e in grado di sostenere molte piante ma suscettibile di deplezione ed erosione. Prima che allevatori e contadini cominciassero ad alterare il paesaggio, la zona era una volta parte di una vasta prateria. Bisonti, cervi, e antilocapre pascolavano tra le erbe autoctone ad alto fusto. Tuttavia, a causa del pascolo eccessivo, del disboscamento, e del contrasto agli incendi, queste praterie sono state in gran parte sostituite da erbacce invasive e alberi legnosi, tra cui il Quercus fusiformis (Texas Live Oak), la quercia rossa del Texas, il ginepro rosso (cedro rosso), e il mesquite.
| Copperas Cove       | Mesi | Mesi | Mesi | Mesi | Mesi | Mesi | Mesi | Mesi | Mesi | Mesi | Mesi | Mesi | Stagioni | Stagioni | Stagioni | Stagioni | Anno |
| Copperas Cove       | Gen  | Feb  | Mar  | Apr  | Mag  | Giu  | Lug  | Ago  | Set  | Ott  | Nov  | Dic  | Inv      | Pri      | Est      | Aut      | Anno |
| ------------------- | ---- | ---- | ---- | ---- | ---- | ---- | ---- | ---- | ---- | ---- | ---- | ---- | -------- | -------- | -------- | -------- | ---- |
| T. max. media (°C)  | 14   | 17   | 21   | 26   | 29   | 33   | 35   | 36   | 32   | 27   | 20   | 16   | 15,7     | 25,3     | 34,7     | 26,3     | 25,5 |
| T. min. media (°C)  | 1    | 3    | 7    | 12   | 16   | 21   | 22   | 22   | 18   | 13   | 7    | 2    | 2        | 11,7     | 21,7     | 12,7     | 12   |
| Precipitazioni (mm) | 43   | 64   | 74   | 64   | 114  | 94   | 33   | 48   | 79   | 81   | 74   | 69   | 176      | 252      | 175      | 234      | 837  |

## Società

### Evoluzione demografica
| Anno       | Popolazione | ±%     |
| ---------- | ----------- | ------ |
| 1900       | 475         | Note:  |
| 1910       | 490         | 3.2%   |
| 1920       | 509         | 3.9%   |
| 1930       | 406         | −20.2% |
| 1940       | 356         | −12.3% |
| 1950       | 1,052       | 195.5% |
| 1960       | 4,567       | 334.1% |
| 1970       | 10,818      | 136.9% |
| 1980       | 24,519      | 126.7% |
| 1990       | 24,079      | −1.8%  |
| 2000       | 29,592      | 22.9%  |
| 2010       | 32,032      | 8.2%   |
| Stima 2014 | 32,943      | Nota:  |
| Stima 2015 | 33,081      | 3.3%   |

Secondo il censimento del 2000 c'erano 29.592 persone, 10.273 nuclei familiari, e 8.023 famiglie residenti nella città. La densità di popolazione era di 2.124,9 persone per miglio quadrato (820,2/km²). C'erano 11.120 unità abitative a una densità media di 798,5 per miglio quadrato (308,2/km²). La composizione etnica della città era formata dal 65,36% di bianchi, il 20,43% di afroamericani, lo 0,87% di nativi americani, il 2,70% di asiatici, lo 0,58% di isolani del Pacifico, il 4,98% di altre razze, e il 5,09% di due o più etnie. Ispanici o latinos di qualunque razza erano l'11,69% della popolazione.
C'erano 10.273 nuclei familiari, di cui il 47,3% avevano figli di età inferiore ai 18 anni, il 62,2% erano coppie sposate conviventi, il 12,7% aveva un capofamiglia femmina senza marito, e il 21,9% non erano famiglie. Circa il 16,7% di tutti i nuclei familiari erano individuali, e il 3,2% aveva componenti con un'età di 65 anni o più che vivevano da soli. Il numero di componenti medio di un nucleo familiare era di 2,85 e quello di una famiglia era di 3,19.
Vi erano il 32,0% di persone sotto i 18 anni, il 14,2% di persone dai 18 ai 24 anni, il 33,3% di persone dai 25 ai 44 anni, il 15,4% di persone dai 45 ai 64 anni, e il 5,1% di persone di 65 anni o più. L'età media era di 27 anni. Per ogni 100 femmine, c'erano 98,0 maschi. Per ogni 100 femmine dai 18 anni in giù, c'erano 96,3 maschi.
Il reddito medio di un nucleo familiare era di 37.869 dollari, e quello di una famiglia era di 40.517 dollari. I maschi avevano un reddito medio pro capite di 26.406 dollari contro i 22.270 dollari delle femmine. Il reddito medio pro capite era di 15.995 dollari. Circa l'8,1% delle famiglie e il 9,6% della popolazione erano sotto la soglia di povertà, incluso il 13,8% di persone sotto i 18 anni e il 5,9% di persone di 65 anni o più.

## Amministrazione
La struttura della gestione e del coordinamento dei servizi della città è organizzata in questo modo:
| Dipartimento              | Direttore                       |
| ------------------------- | ------------------------------- |
| Amministratore municipale | Andrea Gardner                  |
| Procuratore della città   | Denton, Navarro, Rocha & Bernal |
| City Secretary            | Lucy Aldrich                    |
| Giudice della città       | F.W. "Bill" Price               |
| Capo della polizia        | Vacante                         |
| Finanza                   | Velia Key                       |
| Capo dei vigili del fuoco | Michael Neujahr                 |
| Lavori pubblici           | Vacante                         |
| Risorse umane             | Roy "Jeff" Davis                |
| Informazioni pubbliche    | Kevin Keller                    |
| Sistemi di informazione   | Greg Mitchell                   |
| Direttore della libreria  | Kevin Marsh                     |

## Economia
Secondo il Comprehensive Annual Financial Report del 2009, i principali datori di lavoro della città sono:
| #  | Datore di lavoro                          | N° di dipendenti |
| -- | ----------------------------------------- | ---------------- |
| 1  | Fort Hood - Military                      | 44,000           |
| 2  | Fort Hood - Civilian                      | 17,098           |
| 3  | Central Texas College                     | 1,798            |
| 4  | Copperas Cove Independent School District | 1,300            |
| 5  | GC Services                               | 1,200            |
| 6  | Metroplex Hospital                        | 1,000            |
| 7  | Wal-Mart                                  | 400              |
| 8  | City of Copperas Cove                     | 303              |
| 9  | HEB Grocery                               | 145              |
| 10 | Windcrest Nursing Home                    | 101              |

## Salute
Sono presenti quattro ospedali nella città: Metroplex Hospital, Rollins Brook Hospital, Scott & White Hospital, Darnall Army Community Hospital (DACH).

## Luoghi di culto
Sono presenti diverse chiese nella città:
- Christian Freedom Ministries, 340-A Cove Terrace Shopping Center Copperas Cove 254-542-7981
- Christian House of Prayer, 916 W Hwy 190 Copperas Cove 254-547-6753
- Clear Creek Baptist Church, 3350 FM 2657 Kempner 254-547-2006
- First Baptist Church, 300 W. Ave. B Copperas Cove 254-547-3717
- First Presbyterian Church, 704 M.L.K. Jr. Drive Copperas Cove 254-542-4884
- Grace United Methodist Church, 101 W Ave F Copperas Cove 254-547-3729
- Holy Family Catholic Church, 1001 Georgetown Rd. Copperas Cove 254-547-3735
- Immanuel Lutheran Church, 922 Lutheran Church Road Copperas Cove 254-547-3498
- Northpointe Church & Trinity Childcare Center, 1115 North Main Street Copperas Cove 254-547-7470
- St. Martin's Episcopal Church, 1602 South FM 116 Copperas Cove 254-547-0331
- Trinity Lutheran Church, 518 E. Hwy. 190 Copperas Cove 254-547-2225
- Trinity Worship Center, 1802 M L King Jr. Drive Copperas Cove 254-547-8604
- Victory Baptist Church, 502 W. Hwy 190 Copperas Cove 254-547-9501

## Attrazioni
- Ogletree Gap Preserve: situata appena fuori dalla U.S. Highway 190 nella parte occidentale di Copperas Cove. Nel secolo precedente era utilizzata come fermata della corriera e come il primo ufficio postale della città.[14]
- Pioneer Cemetery: situato a sud della U.S. Highway 190. Qui sono seppelliti alcuni fondatori della città, tra cui Jesse Clements, che donò la sua terra per la costruzione della prima scuola di Copperas Cove.[14]
- South Park: localizzato al largo della FM 3046 nel sud-ovest di Copperas Cove. Ospita una piscina, campi da pallavolo, campi da calcio e una pista da jogging.[14]
- Old Downtown Copperas Cove: un'area di diversi isolati con al centro l'Avenue E e la Main Street. La zona è considerata centro storico dalla fine degli anni 1880. Con l'avvento della ferrovia divenne il centro delle attività economiche della città. Molti degli edifici originali sono tutt'ora presenti.[14]
- The Allin House: La casa di Allin, situata a 401 N. Main, è stata costruita nel 1913 dal primo sindaco di Copperas Cove, Jouett Allin. Questo punto di riferimento storico offre un luogo di incontro ideale per i matrimoni e i ricevimenti.[14]
- City Park: situato sulla FM 1113 circa 2 miglia a nord-ovest dall'Old Downtown Copperas Cove, il City Park è stato sviluppato nell'arco di diversi anni su un terreno donato. Qui sono presenti una grande piscina pubblica, diversi campi da baseball e softball, due laghetti di pesca, un anfiteatro all'aperto, diverse aree pic-nic all'ombra, due campi da basket, diversi campi da calcio e il Copperas Cove Civic Center.[14]
- Santa Fe Parking Lot: venne donato alla città dalla Santa Fe Railroad. Qui è presente un monumento a uno dei primi pionieri della città.[14]
- 1st Cavalry Association: è situata sulla N. Main Street; questa organizzazione coordina le attività e le comunicazioni dei veterani della 1ª Divisione di Cavalleria.[14]
- Library/Fire Department Complex: situata nei pressi dello svincolo di S. Main Street e Robertson Ave.; questi edifici sono il centro nevralgico di Copperas Cove.[14]
- Municipio: è stato trasferito nel 2013 a 914 South Main Street.[14]
- Junior Golf Academy.